# Volvarina insulana
Volvarina insulana là một loài ốc biển từ rất nhỏ đến nhỏ, là động vật thân mềm chân bụng sống ở biển trong họ Marginellidae, the margin shells.

## Phân bố
Đây là loài đặc hữu của São Tomé và Príncipe.